# Apogloeum
Apogloeum är ett släkte av svampar. Apogloeum ingår i divisionen sporsäcksvampar och riket svampar.